# Gnamboimro
Gnamboimro ist eine Siedlung auf der Komoreninsel Anjouan im Indischen Ozean.

## Geografie
Der Ort liegt am Südzipfel der Insel auf der sanft abfallenden Ostseite der Insel, östlich der Schlucht des T’Santsa. Oberhalb des Ortes liegt die Siedlung Bouéjou. In dem Gebiet wird viel Landwirtschaft betrieben.Verbindungsstraßen führen nach Dziani im Nordosten und über Mouana Mtanga (⊙) nach Antsahé im Süden.

## Klima
Nach dem Köppen-Geiger-System zeichnet sich Gnamboimro durch ein tropisches Klima mit der Kurzbezeichnung Am aus. Die Temperaturen sind das ganze Jahr über konstant und liegen zwischen 20 °C und 25 °C.